# Jürgen Neukirch
Jürgen Neukirch (* 24. Juli 1937 in Dortmund; † 5. Februar 1997 in Regensburg) war ein deutscher Mathematiker, der sich mit algebraischer Zahlentheorie beschäftigte.

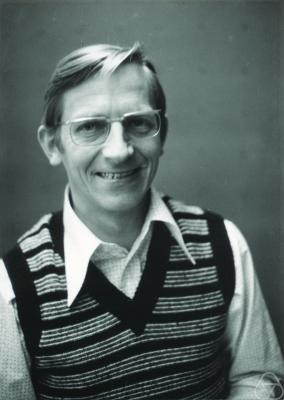
Jürgen Neukirch

## Leben und Wirken
Neukirch studierte an der Universität Bonn, wo er 1964 sein Diplom erwarb und 1965 bei Wolfgang Krull promoviert wurde. Für seine Dissertation Über gewisse ausgezeichnete unendliche algebraische Zahlkörper erhielt er den Felix-Hausdorff-Gedächtnispreis. 1966 habilitierte er sich. 1967 bis 1969 war er Gastprofessor an der Queens University in Kingston in Ontario und am Massachusetts Institute of Technology (MIT) in Cambridge (Massachusetts). Ab 1971 war er Professor in Regensburg.
Neukirch arbeitete über das Einbettungsproblem für algebraische Zahlkörper (bei dem es um die Frage der Einbettung einer Erweiterung eines algebraischen Zahlkörpers in eine größere Erweiterung geht mit Vorgaben an die Galoisgruppen), spezielle Werte von L-Funktionen und Sätze (mit Iwasawa, Ikeda, Uchida), die heute Grothendiecks anabelscher Geometrie zugeordnet werden (dass der Isomorphie-Typ algebraischer Zahlkörper aus ihrer absoluten Galoisgruppe hervorgeht). Neukirch schrieb 1992 ein deutschsprachiges modernes Standardwerk zur algebraischen Zahlentheorie, das auch ins Englische übersetzt wurde.
Neukirch trat auch als Amateur-Schauspieler in selbst geschriebenen Stücken auf und sang und leitete einen Kammerchor. Auf ihn geht auch eine mathematische Modellsammlung an der Universität Regensburg zurück.
Zu seinen Doktoranden zählen Peter Schneider, Uwe Jannsen, Robert Perlis, Volker Diekert und Michael Spieß. Zu seinen Habilitanden gehört Christopher Deninger, der bei ihm in Regensburg 1983 bis 1989 Assistent war.

## Schriften
- Algebraische Zahlentheorie. Springer, Grundlehren der Mathematischen Wissenschaften, 1992 (englische Übersetzung Springer 1999), Nachdruck 2006, ISBN 3540375473
- mit Alexander Schmidt, Kay Wingberg: Cohomology of number fields. Springer, Grundlehren der Mathematischen Wissenschaften, 2. Auflage, 2008, ISBN 978-3-540-37888-4
- Class field theory. Springer 1986,
- Klassenkörpertheorie, Mannheim, BI Hochschultaschenbuch 1969 (die englische Buch-Version von 1986 ist völlig überarbeitet und wählt einen anderen Zugang, hier mit Gruppenkohomologie).
- Über die absolute Galoisgruppe algebraischer Zahlkörper. Jahresbericht DMV, Band 76, 1974//5, S. 18–37
- Über das Einbettungsproblem der algebraischen Zahlentheorie. Inventiones Mathematicae, Band 21, 1973, S. 59–116
- Kennzeichnung der endlich-algebraischen Zahlkörper durch die Galoisgruppe der maximal auflösbaren Erweiterungen. Journal für Reine und Angewandte Mathematik, Band 238, 1969, S. 135–147
- Über die absolute Galoisgruppe algebraischer Zahlkörper, Seminaire Delange-Pisot-Poitou, Band 13, 1971/72, Heft 2, S. 1–19
- On solvable number fields, Inventiones Mathematicae, Band 53, 1979, S. 135–164
- mit Pilar Bayer: On Values of Zeta Functions and l-adic Euler Characteristc, Inventiones Mathematicae, Band 50, 1978/79, S. 35–64
- Zur Theorie der nilpotenten algebraischen Zahlkörper, Mathematische Annalen, Band 219, 1976, S. 65–84